# Diane Lebouthillier

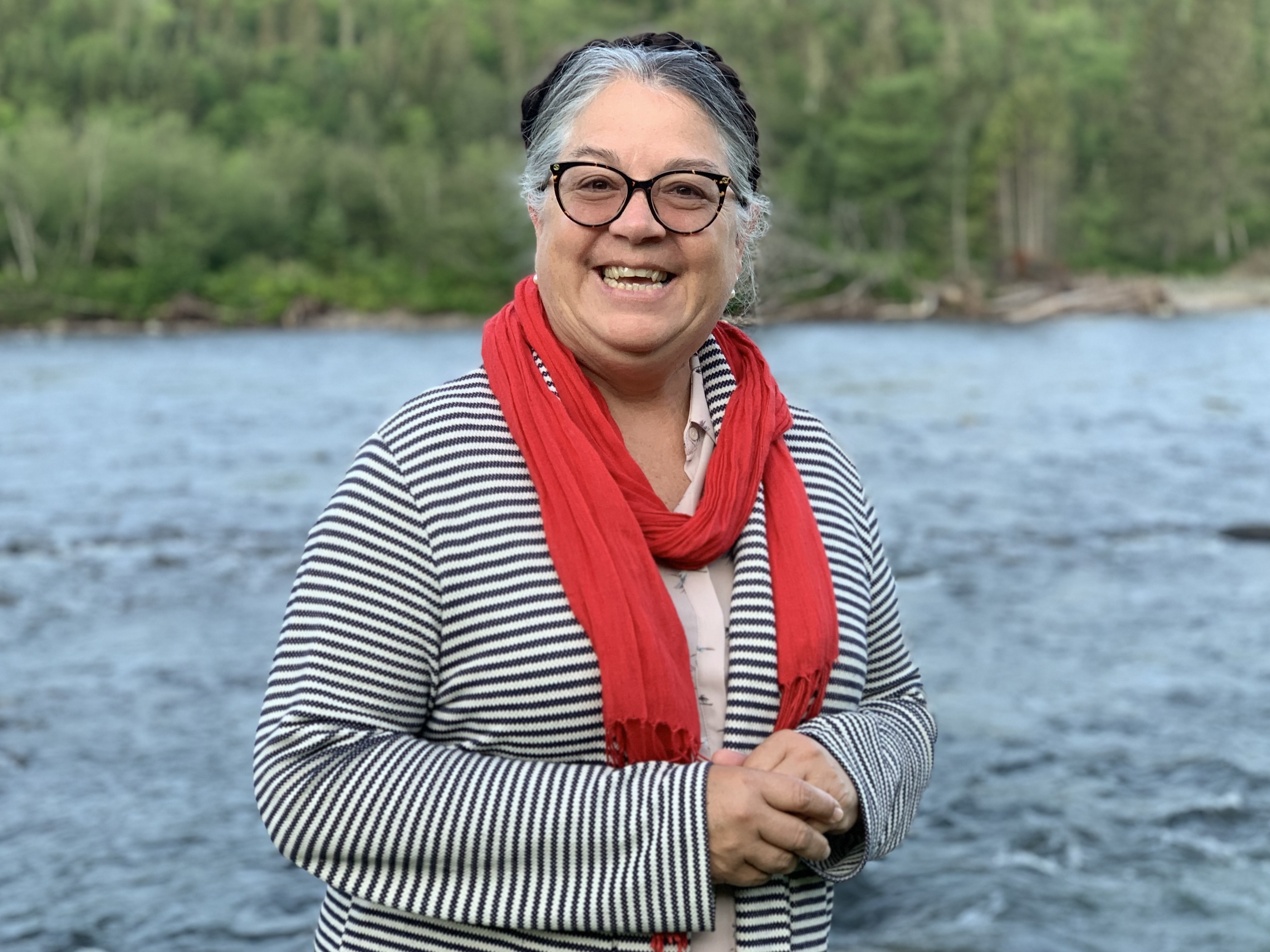
Diane Lebouthillier, 2019

Diane Lebouthillier (* 5. Februar 1959 in Newport, Québec) ist eine kanadische Politikerin und ist seit dem 26. Juli 2023 „Minister of Fisheries, Oceans and the Canadian Coast Guard“ im 29. Kabinett von Kanada unter Justin Trudeau, dem sie zuvor bereits als „Minister of National Revenue“ angehörte. Sie ist Mitglied der Liberalen Partei Kanadas und vertritt als Abgeordnete im Unterhaus den Wahlkreis Gaspésie—Les Îles-de-la-Madeleine in der Provinz Québec.

## Leben
Diane Lebouthillier studierte Sozialarbeit an der Universität Moncton und schloss das Studium als Bachelor ab. Vor ihrer Karriere als Politikerin war sie Sozialarbeiterin, die in Chandler mit Patienten des Rocher Percé Health and Social Services Centre arbeitete. Gemeinsam mit Georges Mamelonet bekämpfte sie Probleme der sozialen Versorgung in der Region. Sie ist Mutter dreier erwachsener Söhne.

## Politische Karriere
Nach 23 Jahren Wirken im Sozialbereich wurde Lebouthillier auch politisch aktiv.

### Präfektin
Im Jahr 2010 wurde sie zur Präfektin der Regionalen Grafschaftsgemeinde Le Rocher-Percé gewählt.

### Regierungsmitglied
Lebouthillier wurde bei der Kanadischen Unterhauswahl 2015 zur Abgeordneten des Wahlkreises Gaspésie–Les Îles-de-la-Madeleine gewählt. Am 4. November 2015 wurde sie in Justin Trudeaus Kabinett zum „Minister of National Revenue“, der „Ministerin für nationale Einnahmen“, ernannt. Damit war sie unter anderem für die Canada Revenue Agency zuständig. Sie folgte auf diesem Posten Kerry-Lynne Findlay nach. Am 26. Juli 2023 gab Trudeau eine Umbildung seines Kabinetts bekannt. Im Rahmen dieser Umbildung wurde Lebouthillier zur „Minister of Fisheries, Oceans and the Canadian Coast Guard“, der „Ministerin für Fischerei, Ozeane und die Küstenwache“, womit ihr Fisheries and Oceans Canada und die Canadian Coast Guard unterstehen.